# M2 motorway (Nordirland)
Der M2 motorway (englisch für ‚Autobahn M2‘) ist eine Autobahn in Nordirland, die im Zentrum von Belfast beginnt und in nordwestlicher Richtung ursprünglichen Plänen zufolge bis an die irische Nordküste nach Coleraine verlaufen sollte. Bis heute wurden jedoch nur zwei Teilstücke der geplanten Trasse fertiggestellt. Die Autobahn ist im Bereich der Belfaster Innenstadt zwischen den Anschlussstellen 1A und 2 zehnstreifig, im weiteren Verlauf vierstreifig ausgebaut.

## Geschichte
Nach den ersten Plänen von 1956 sollte die M2 zunächst nahezu geradlinig vom Norden Belfasts in nordwestlicher Richtung bis Ballymena verlaufen. Die Bauarbeiten an der Autobahn begannen im Jahre 1963 südlich von Newtownabbey. Als die Bauarbeiten bereits begonnen hatten, entschied man jedoch kurzfristig, die Trasse nicht geradlinig nach Ballymena fortzusetzen, sondern einen Umweg über Antrim in Kauf zu nehmen, da das Gelände der ursprünglichen Trasse sehr steil und der Bau somit sehr kostenintensiv geworden wäre. Das erste 5,6 km lange Teilstück zwischen den Anschlussstellen 2 und 4 südwestlich von Newtownabbey wurde im Oktober 1966 dem Verkehr übergeben. Ein bereits fertiggestelltes Teilstück der ursprünglichen Trasse westlich von Newtownabbey wurde als autobahnähnliche A8(M) ausgewiesen.
Bereits 1964 kamen Pläne auf, die einen weiteren Ausbau der M2 vorsahen. So sollte die M2 über Ballymena hinaus bis nach Coleraine verlängert werden. Bei Antrim sollte die neue M22 den westlichen Verlauf der M2 bis Magherafelt fortsetzen. Und schließlich sollte nördlich von Ballymena die M23 abzweigen, die bis Derry führen sollte. Statt das bereits fertiggestellte Teilstück südwestlich von Newtownabbey weiterzubauen, entschied man sich jedoch zunächst im Bereich der größeren Ortschaften Teilstücke zu bauen, um den Stadtverkehr zu entlasten. So begannen 1966 die Bauarbeiten eines 7,2 km langen Teilstücks östlich von Ballymena, welches im April 1969 eröffnet wurde.
1968 begannen die Arbeiten an der M2 nordöstlich von Antrim. Um die Ortsumgehung von Antrim zu komplettieren, wurde zunächst das erste Teilstück der M22 gebaut. Am Übergang von M2 zur M22 wurden Vorkehrungen getroffen, um die M2 von Ballymena kommend hier später anschließen zu können. Das 17,1 km lange Teilstück nördlich von Antrim (davon 6,7 km als M22 beschildert) wurde schrittweise von Ost nach West bis zum Januar 1973 dem Verkehr übergeben. Nur vier Monate später wurde zudem eine 4,0 km lange Erweiterung der M2 in die Belfaster Innenstadt fertiggestellt. Als letztes wurde im September 1975 der 9,4 km lange Lückenschluss zwischen den Teilstücken von Newtownabbey und Antrim eröffnet, wodurch eine durchgängige Trasse von Belfast nach Antrim entstand.
Als nächster Bauabschnitt sollte der Lückenschluss zwischen Antrim und Ballymena erfolgen. Durch den Nordirlandkonflikt wurden Mitte der 70er Jahre jedoch von britischer Seite nahezu sämtliche Autobahnprojekte auf unbestimmte Zeit ausgesetzt.

## Ausbaupläne
Im Bereich von Newtownabbey wird die M2 derzeit zwischen den Anschlussstellen 2 und 4 von vier auf sechs Spuren ausgebaut, um der wachsenden Verkehrsbelastung im Großraum Belfast gerecht zu werden. Mit einer Fertigstellung ist 2009 zu rechnen. Außerdem soll im Bereich der Belfaster Innenstadt im Zuge des Ausbaus der A12 (auch als Westlink bezeichnet), eine direkte Anschlussstelle zur M2 geschaffen werden.
Für den dringend benötigten Lückenschluss zwischen Antrim und Ballymena wurde mittlerweile als kostengünstige Lösung die bereits bestehende A26 zu einer vierspurigen Schnellstraße ausgebaut. Es gilt daher selbst auf lange Sicht als unwahrscheinlich, dass die M2 irgendwann parallel zur A26 die Lücke schließt. Voraussichtlich bis 2010 sollen allerdings die Anschlüsse der A26 an die beiden Teilstücke der M2 verkehrstechnisch optimiert werden. Außerdem soll die A26 nördlich von Ballymena langfristig auf etwa sieben Kilometern zur Schnellstraße ausgebaut werden. Es gilt daher auch hier als unwahrscheinlich, dass die M2 je auf der geplanten Route weitergebaut wird.